# 大阪電視台
大阪電視株式會社（日语：／ Terebi Ōsaka Kabushiki Gaisha */?），簡稱大阪電視台（テレビ大阪）、TVO，是總部位於日本大阪府大阪市中央區的電視台，以大阪府為播出地區（但大阪府鄰近地區亦能接收到訊號）。大阪電視台是東京電視台聯播網TXN成員，呼號為JOBH-DTV，遙控器號碼是7頻道。大阪電視台在東京都的分公司亦具有節目製作機能:107-108，並在名古屋市和福岡市亦設有分公司:67。

## 資本構成
下表列出2015年至2016年時大阪電視台的主要股東:381：
| 資本金   | 發行股份總數 | 股東数 |
| -------- | ------------ | ------ |
| 10億日元 | 2,000,000股  | 37     |

| 股東           | 持有股份  | 比例   |
| -------------- | --------- | ------ |
| 日本經濟新聞社 | 458,000股 | 22.90% |
| 東京電視控股   | 220,000股 | 11.00% |
| 愛知電視台     | 215,000股 | 10.75% |
| TVQ九州放送    | 214,000股 | 10.70% |

## 歷史
1978年11月，時任大阪府知事黑田了一和大阪財界人士發起「大阪地區電視新台設立推進委員會」，向郵政省要求在關西地區設立新電視台:22。但由於受到來自既有各台的強烈反對，新台的播出範圍被迫由近畿地方全域改為僅限於大阪府:22。1980年6月20日，電波監理審議會正式決定將UHF19頻道給新電視台使用，並有63家團體申請執照:22。在佐治敬三等關西財界人士的撮合下，各團體同意以日本經濟新聞社為中心進行統合，以「大阪電視台」名義申請播出執照，並在同年10月17日正式獲得播出執照:22。1981年1月23日，大阪電視台舉行創立總會，並開始在日經大阪本社的相鄰處修建總部大樓（1982年3月竣工），在生駒山修建訊號發射站:22-23。
1982年3月1日，大阪電視台正式開播，播出的第一個節目是《東山魁夷的世界·前往唐招提寺之道》:23。大阪電視台制定了「緊密在地、都市性、經濟」三大節目編排方針，播出節目中有53%是來自聯播網其他電視台的節目，47%是自主編排節目:23。開播翌年，大阪電視台和東京電視台、愛知電視台共組Mega TON聯播網（メガTONネットワーク，現TXN前身），東京電視台系列的聯播網宣告成立:27。1985年，大阪電視台第一次轉播職棒阪神虎比賽，創下開播以來的最高收視率記錄:30，並在翌年增加阪神虎比賽轉播場次至11次:32。1992年，大阪電視台轉播的阪神對橫濱大洋的比賽更創下18.3%的收視率記錄:45。在1987年的開播5週年之際，大阪電視台舉辦了演唱會等一系列紀念活動:35。隨著經營狀況逐漸穩定，大阪電視台在1988年實現了第一次股票分紅，每股分紅30日元:37。
1992年，大阪電視台在開播10週年之際製作播出了《12億人的挑戰》、《古賀政男物語》等一系列特別節目，並在2月29日的開播10週年前夜播出了通宵直播特別節目:42-43。在J聯賽創建之後，大阪電視台在聯賽第一年就轉播了18場比賽:46。大阪電視台還在1993年轉播了世界盃預選賽日本對伊拉克的比賽，創下32.6%的開播以來最高收視率記錄:46。在海外合作方面，大阪電視台在1993年11月9日播出了耗時3年的中日合作大型歷史節目《三國志的大地》:46-47。因《三國志的大地》獲得好評，大阪電視台在1995年製作了中國大型歷史節目第二彈《西遊記的大地》:50。1993年度，大阪電視台的黃金時間（19點至22點）收視率達5.2%，首次超過5%。同年度大阪電視台的晚間時段（19點至23點）收視率亦有4.8%、全日收視率有2.4%:47。
隨著業務拓展令大阪電視台總部內空間不足，大阪電視台在1996年3月開始修建總部新館:51，並在1998年10月竣工:57。1996年4月1日，大阪電視台開設了官方網站:53。在同一年大阪電視台還和京都放送、SUN電視台共同製作了《三都夏物語》特別節目，加強和關西獨立UHF電視台之間的合作:53。大阪電視台在1999年度的黃金時段收視率達5.9%、晚間時段達5.3%，創出開播以來新高:59。
2003年12月1日，大阪電視台開始播出數位電視訊號，遙控器號碼也從類比電視時代的19頻道改為7頻道:68。在開播數位電視之際，大阪電視台啟用了通過公開徵集獲得的新商標:69。同年恰逢阪神虎獲得這一年的日本冠軍，大阪電視台在該球季共轉播了9場阪神虎的比賽，取得平均13.5%，最高21.7%的收視率:69。數位電視開播之後，大阪電視台確立了「經濟」「知性娛樂」兩大節目編排主軸:69。2006年，《感淚！時空時報》成為大阪電視台第一個在TXN聯播網播出的黃金時間節目:82。
2005年，大阪電視台購買了和總部相鄰了大手前中心大樓，計劃對該建築進行再開發:75。2021年，大阪電視台的新總部動工，並計劃在2024年遷入新總部。2024年5月13日，大阪電視台開始自新總部播出節目。

## 節目
大阪電視台注重經濟節目的製作，在開播當年就在每週六晚間20點播出關西的第一個大型經濟節目《關西商務最前線》（関西ビジネス最前線）。大阪電視台還在這一年製作了關西新機場特別節目，並在東京電視台播出:25。開播翌年的1983年4月11日的統一地方選舉時，大阪電視台還製作播出了其第一次選舉特別節目:26。1988年，大阪電視台開始同時轉播東京電視台的夜間主要新聞節目全球財經衛星:36。大阪電視台在傍晚的地方新聞節目上樹立了獨自傳統。開播翌年，大阪電視台在平日傍晚播出30分的帶狀新聞節目《每度Wide30分》:26。1992年，《每度Wide30分》被《新聞熱線》（ニュースほっとライン）取代:44。1997年10月，隨著東京電視台對傍晚新聞進行改版，大阪電視台將傍晚的地方新聞改為《傍晚一番關西》（夕方いちばんKANSAI）:53。2004年，大阪電視台的傍晚新聞更名為《商務525》，全面強化經濟色彩:70。現在大阪電視台在平日傍晚播出的新聞名為《簡單新聞》，除了經濟新聞之外，亦播出體育等多樣新聞。2005年，大阪電視台設立了其第一個海外支局上海支局，並且在紐約亦派遣有記者:92。
在綜藝節目和電視劇領域方面，播出於1997年至2000年的《吉本超合金》是大阪電視台最成功的深夜節目之一，以至於當時希望就職大阪電視台的學生大多在志願理由中提及該節目:59。該節目還成功銷往泰國播出:63。此後大阪電視台亦製作了眾多關西新晉搞笑藝人主持的深夜節目:83。2001年開始播出的《閃亮Afuro》是大阪電視台自主製作的長壽清談節目，由笑福亭鶴瓶和松島尚美主持:62。播出於2008年至2020年的《和風總本家》（台灣譯名：日本職人好吃驚）是大阪電視台知性娛樂路線的代表節目之一，聚焦日本傳統文化工藝，通過聯播網在日本全國播出。在開播15年之際，大阪電視台作了由片岡鶴太郎和及榎木孝明主演的特別時代劇《米將軍·挑戰吉宗的男人》，並在TXN各台播出:55。
自1983年10月開始播出至今的《THE釣魚》是大阪電視台現在最為長壽的節目，反町隆史、田中將大等愛好釣魚的名人亦曾出演:87。大阪電視台還製作過《彗星公主》等動畫節目:62。現在大阪電視台在週日晨間9時30分至10時製作30分鐘的通過TXN聯播網在日本全國播出的動畫節目，播出《多美卡友情合體 Earth Granner》等作品。此外，大阪電視台還曾1989年開始連續10年轉播世界摩托車錦標賽:58。

## 外部連結
- 數位電視7頻道 （页面存档备份，存于） - TVO 大阪電視台（官方網站）
- 大阪電視台 宣傳部的X（前Twitter）
- 大阪電視台 宣傳部的Facebook專頁
- 大阪電視台 宣傳部的Instagram帳戶
- TVosaka7ch （页面存档备份，存于）（YouTube官方頻道）